# Lesothosaurus
Lesothosaurus is een geslacht van uitgestorven plantenetende dinosauriërs uit de groep der Ornithischia. De typesoort is Lesothosaurus diagnosticus. Het dier, dat een meter lang was, leefde in de Vroeg-Jura in Afrika in het huidige Lesotho.

## Vondst en naamgeving
In 1963 en 1964 voerden Kenneth Kermack en zijn assistente Frances Mussett opgravingen uit op de noordflank van de Likhoele nabij Mafeteng in Lesotho. Daarbij werden fossielen gevonden van verschillende basale ornithischiërs.
De typesoort Lesothosaurus diagnosticus werd in 1978 door Peter Malcolm Galton benoemd en beschreven. De geslachtsnaam verwijst naar Lesotho. De soortaanduiding verwijst ernaar dat Galton aan de hand van de soort in 1971 de familie Fabrosauridae als zodanig erkende en diagnosticeerde.

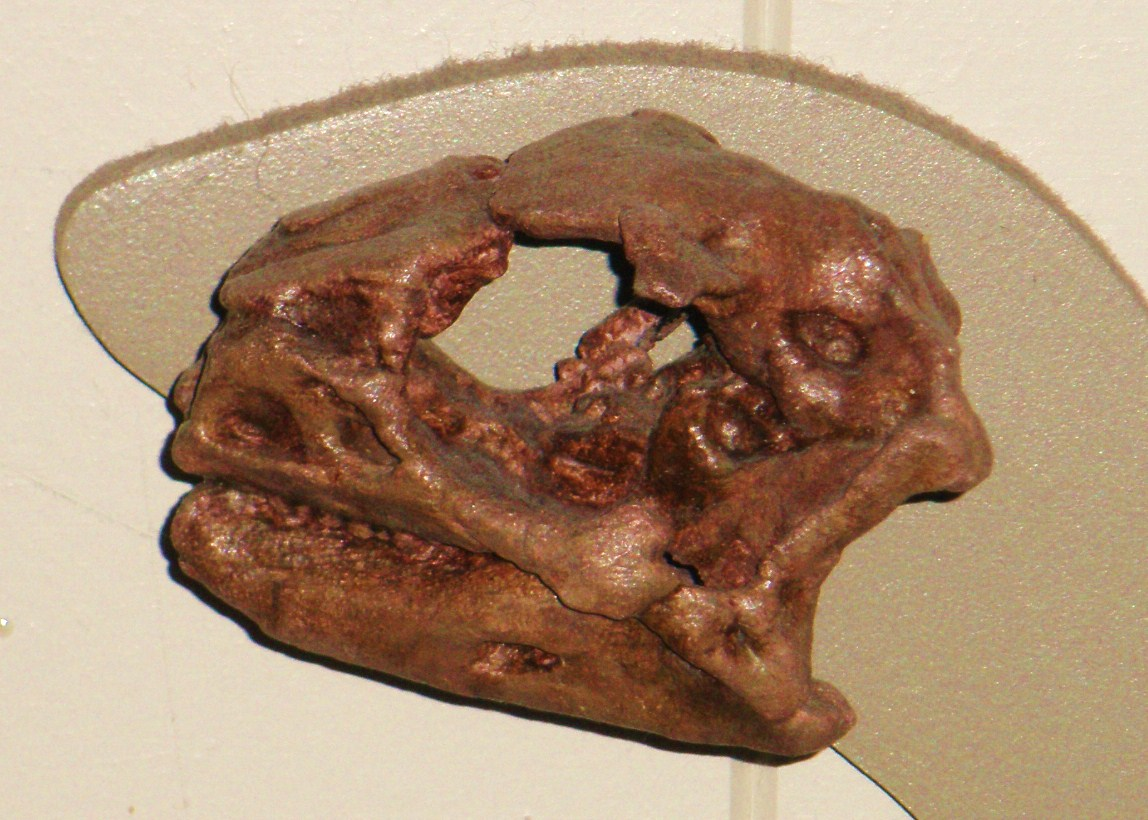
Een afgietsel van de achterkant van een schedeltje

Het geslacht is gebaseerd op vier syntypen gevonden in een laag van de Bovenste Elliotformatie die dateert uit het Hettangien-Sinemurien, ongeveer 195 miljoen jaar oud. Het betreft de specimina BMNH RU (UCL) B17: drie blokken gesteente met daarin twee schedeltjes en andere skeletmateriaal van jonge dieren; SAM-K401: een postcraniaal skelet; BMNH RUB (UCL B) 23: een vrij complete schedel met onderkaken; BMNH R11004: een schedel met nek.
Later werden nog andere fossielen aan de soort toegewezen. Deze omvatten de specimina BMNH R11956: een gedeeltelijke schedel; SAM-K40o: een postcraniaal skelet; BMNH R8501: een schedel; BMNH R11002: een rechterdarmbeen; BMNH R11003: een linkerdarmbeen; en NHMUK PV RU C109, een schedel van een zeer jong dier. In 2002 wees Fabien Knoll twee schedels aan een Lesothosaurus sp. toe: MNHN LES 17 gevonden bij Masitise en MNHN LES 18. Deze werden in 2005 door Richard Butler naar Stormbergia verwezen toen hij dit geslacht benoemde. In 2015 werden ze toegewezen aan Lesothosaurus diagnosticus. In 2010 hebben verschillende onderzoekers gesteld dat Stormbergia slechts de volwassen vorm van Lesothosaurus vertegenwoordigt en dus een jonger synoniem daarvan is. Lesothosaurus is daarbij als wellicht identiek aan Fabrosaurus verondersteld.
In 2015 werd na CAT-scans de schedel van Lesothosaurus in detail beschreven.
In 2016 werd nieuw materiaal beschreven dat in 2007 op de Aushan Grey-boerderij in Oranje Vrijstaat in Zuid-Afrika door Adam M. Yates was opgegraven. Het betreft de specimina BP/1/6580: een surangulare; BP/1/6581: een skelet met schedel; BP/1/6582: een skelet zonder schedel; en BP/1/6583: een linkerschouderblad. Het betreft exemplaren die ongeveer de grootte van Stormbergia bezitten en zo de hypothese bevestigen dat beide taxa identiek zijn. Een tweede studie uit 2016/2017 beschreef het postcraniaal skelet in detail. De conclusie daaruit was dat Stormbergia vrijwel zeker een jonger synoniem van Lesotohosaurus vertegenwoordigde.

## Beschrijving

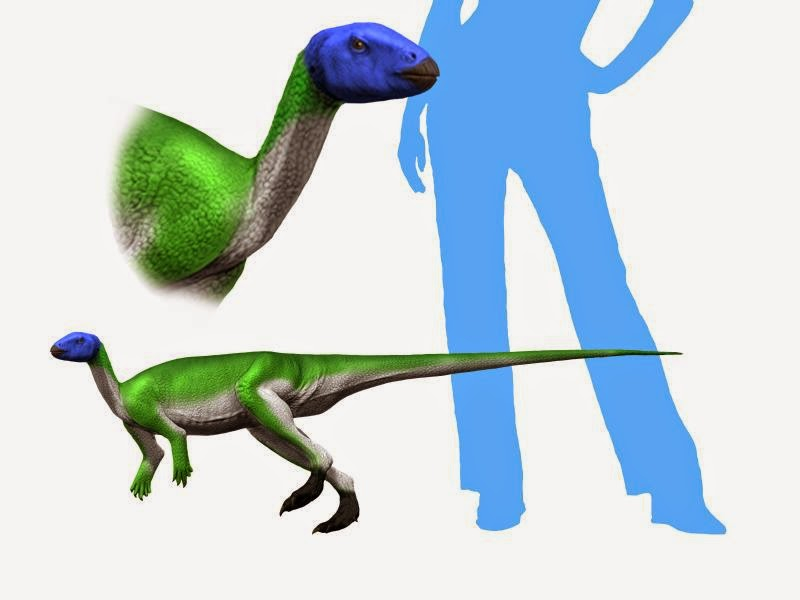
De lengte van de grootste exemplaren vergeleken met een mens

Lesothosaurus wordt meestal beschreven als een zeer klein dier van minder dan een meter lengte en slechts enkele kilogrammen zwaar. Deze bepalingen zijn echter gebaseerd op het eerder gevonden juveniele materiaal. De vondsten in 2016 beschreven zijn wat groter en duiden op schedels met een lengte van tien centimeter. Dat wijst op een maximale lengte van tegen de twee meter.
Bij oudere dieren nam het aantal tanden toe tot ongeveer achttien in het bovenkaaksbeen en achttien tot twintig in het dentarium van de onderkaak. Het aantal tanden in de praemaxilla bedraagt zes. Oudere dieren tonen ook verruwingen van de schedelwand.
Lesothosaurus heeft een over het algemeen erg basale schedel. De tanden zijn laag, driehoekig, ingesnoerd en voorzien van een cingulum. De snijranden van de tanden hebben ruw kartelingen. De tanden werden snel vervangen. Slijtage van de tanden is maar sporadisch waarneembaar en ligt in het verlengde van de tand aan de snijranden. De tandenrijen zijn recht. Het kaakgewricht ligt maar iets lager dan de tandenrij. De symfyse van de onderkaken is naar binnen gedraaid. Dergelijke basale trekken zijn bij de Heterodontosauridae noch Thyreophora te vinden.
Butler gaf in 2005 een lijst onderscheidende kenmerken. Er bevindt zich een voorste foramen in de praemaxilla. Het traanbeen past in een uitsparing in het bovenkaaksbeen. De praemaxilla draagt zes tanden. Er bevindt zich geen hiaat tussen de premaxillaire en maxillaire tanden. De maxillaire tanden missen op zowel de buitenzijde als binnenzijde verticale richels. De vingerkootjes missen uitsteeksels tussen de gewrichtsknobbels. Het darmbeen heeft een richel boven het heupgewricht en een van buiten zichtbaar vlak voor de uitholling die dient als aanhechting van de Musculus caudofemoralis brevis, welke uitholling naar beneden en binnen gericht is. De schacht van het zitbeen heeft een groeve op de bovenkant. De schacht van het zitbeen is een kwartslag gewrongen en vormt een lang vergroeiingsvlak met zijn tegenhanger maar mist een bijlvormige processus obturatorius. Bij het schaambeen is de processus praepubicus kort en overdwars afgeplat in plaats van staafvormig, niet vóór het voorblad van het darmbeen uitstekend. De romp mist osteodermen.
In 2017 werd een lijst gegeven van autapomorfieën, unieke afgeleide eigenschappen. Daartoe behoorde de reeds door Butler vermelde verbinding tussen traanbeen en bovenkaaksbeen. Nieuw waren: een naar voren en beneden gerichte groeve tussen twee foramina op de praemaxilla; een surangulare in de onderkaak waarvan de bovenkant sterk naar binnen gedraaid is, een nauw bijna horizontaal beenplateau vormend met bovenop een groeve in de lengte richting; en het volledig ontbreken van het vijfde middenvoetsbeen. Dat laatste kenmerk wordt gedeeld met Stormbergia die in de beschrijving van 2017 echter als een jonger synoniem van Lesothosaurus gezien wordt.
De overige door Butler opgesomde kenmerken zouden alleen in combinatie uniek zijn. Aan deze werden nog toegevoegd: een golvende bovenrand van het doornuitsteeksel van de draaier; een darmbeen met een robuust lang aanhangsel voor het schaambeen; bij volwassen dieren is de symfyse van de zitbeenderen juist kort.

## Fylogenie
Lesothosaurus werd oorspronkelijk door Galton in de Fabrosauridae geplaatst, maar deze groep wordt tegenwoordig als parafyletisch afgewezen, wat de soortaanduiding wat ironisch maakt. Een analyse van Paul Sereno heeft in 1991 uitgewezen dat Lesothosaurus zich basaal in de Ornithischia bevindt, buiten de Genasauria; Butler ziet hem als het meest basale lid van de Neornithischia. Ook is wel door Butler verondersteld dat het gaat om een basaal lid van de Thyreophora. De afwijkende resultaten worden deels beïnvloed doordat juveniele dieren basaler plegen uit te vallen. De studie uit 2016 hoopte dan ook dat de vondst van oudere dieren de fylogenie zou verhelderen.

## Levenswijze
De in 2016 gemelde exemplaren werden vlak bij elkaar gevonden. Dit werd gezien als een mogelijke aanwijzing voor het leven in kudden.